# 梅澤昇平
梅澤 昇平（うめざわ しょうへい、1941年〈昭和16年〉11月28日 - ）は、日本の政治学者、政治活動家。尚美学園大学名誉教授、友愛労働歴史館研究員、国家基本問題研究所評議員長。ノンフィクション作家のドウス昌代は姉。

## 概要
北海道生まれ。早稲田大学政治経済学部政治学科卒業。民社党本部に勤務。同党で約30年間政策立案に携わる。政策審議会事務局長、政策審議会副会長、広報局長、中央執行委員、厚生大臣政務秘書官、解党後の民社協会初代事務局長を歴任し、尚美学園大学総合政策学部教授。2012年定年退任。
1986年7月、第14回参議院議員通常選挙の比例区に民社党公認（名簿13位）で出馬、落選。
1992年7月、第16回参議院議員通常選挙の比例区に民社党公認（名簿5位）で出馬、落選。

## 著書
- 『現代福祉政策の形成過程』中央法規出版 1998
- 『野党の政策過程』芦書房 2000
- 『皇室を戴く社会主義』展転社 2013
- 『安部磯雄と西尾末廣 日本の民主社会主義の系譜』桜耶書院 2016
- 『こんなに怖い日本共産党の野望』展転社 2020
- 『西尾末廣　皇室と議会政治を守り、共産運動と戦った男』展転社 2023